# Aleksandra Koelitsjeva
Aleksandra Nikolajevna Koelitsjeva (Russisch: Александра Николаевна Куличева; (heette ook: Костина: Kostina) (Leningrad, 14 mei 1987) is een Russische basketbalspeelster, die speelde voor verschillende teams in Rusland. Ze is Meester in de sport van Rusland, Internationale Klasse.

## Carrière
Koelitsjeva begon haar carrière bij Baltiejskaja Zvezda Sint-Petersburg in 2000. In 2002 ging ze spelen voor Volna Sint-Petersburg. In 2003 verhuisde ze naar Nadezjda Orenburg. In 2008 keerde ze terug bij Spartak Sint-Petersburg. In 2010, nadat ze haar achternaam had veranderd in Kostina, verhuisde ze naar Moskou om te spelen voor Spartak SHVSM Efes. In 2011 keerde ze voor een derde keer terug naar Spartak Sint-Petersburg. In 2012 ging ze spelen voor Dinamo Moskou. Met die club won Koelitsjeva de EuroCup Women in 2013. In 2013, nadat ze haar achternaam had terug veranderd in Koelitsjeva, stapte ze over naar Dinamo-GUVD Novosibirsk. In 2014 ging ze spelen voor Nadezjda Orenburg. In 2015 ging de voor een tweede keer spelen voor Dinamo Moskou. Stopte in 2016 met basketbal.

## Erelijst
- Landskampioen Rusland:
  - Tweede: 2015
- EuroCup Women: 1
  - Winnaar: 2013